# Czynnik H
Czynnik H (ang. Complement Factor H, CFH) – białko, którego  fizjologiczną rolą jest regulacja alternatywnej drogi aktywacji dopełniacza i zapewnienie że jego działanie zostanie skierowane przeciw chorobotwórczym drobnoustrojom, a nie tkankom organizmu.
Czynnik H jest krążącą we krwi, dużą glikoproteiną (masa cząsteczkowa 155 kDa) która w surowicy występuje w stężeniu 500-800 µg/ml. Wiąże on składową C3b i wspomaga czynnik I w hamowaniu konwertazy C3 drogi alternatywnej.
Mutacje w genach regulatorów aktywności dopełniacza: czynniku H i błonowego kofaktora białkowego (CD46) wiążą się z występowaniem atypowej postaci zespołu hemolityczno-mocznicowego, a polimorfizm pojedynczego nukleotydu genu dla czynnika H (Y402H) wiąże się z występowaniem zwyrodnienia plamki żółtej.